# Kerstin Johansson i Backe
För journalisten och meänkielitolken Kerstin Johansson, se Kerstin Johansson
Gunhild Kerstin Johansson i Backe, född 23 november 1919 i Boden,  död 18 januari 2008 i Visby, var en svensk författare. Kerstin lade till namnet ”i Backe" när hon debuterade. Hon bodde då i byn Backe, Ångermanland.  Johansson var gift med författaren och dramatikern Karl Erik Johansson i Backe.
Johansson föddes i Boden men växte upp i Kiruna. Hon hade en dotter med utvecklingsstörning, och det var anledningen till att hon började skriva. Hon gick ständigt runt och undrade varför just hon hade fått ett barn som inte skulle bli som andra. Därför började hon skriva på nätterna för att komma bort från de svåra tankarna.
Johansson debuterade 1961 med Holken. Johanssons första böcker var lättsamma, för att väga upp hennes egen sorg. Det var först senare som hon började skriva om mobbning och rasism. Hon menar att barn får mer utbyte av att läsa böcker om de problem som de själva brottas med.
Hennes böcker handlar ofta om barn som blir mobbade eller på andra sätt utstötta. I Som om jag inte fanns utspelas handlingen under 1930-talet. Elina är finsktalande och i dåtidens svenska skola fick man inte tala finska. Konflikten mellan Elina och lärarinnan trappas upp allt mer. Boken har filmatiserats som Elina - som om jag inte fanns 2003.
1964 deltog Johansson i dokumentärfilmen En dag med Katarina av Maj Ödman. I dokumentären berättade hon hur det kan vara att ha ett barn med utvecklingsstörning. Det var första gången som TV skildrade hur livet kunde te sig för dem som levde med ett utvecklingsstört barn. Kerstin Johansson berättar att hon funderade länge över om hon skulle "vika ut sig i teve". I filmen ställer Kerstin Johansson den svåra frågan: "Hur ska de bli för Katarina när vi inte längre finns?"
Johansson satt 1989-1997 på stol nr 9 i Svenska barnboksakademien.